# Opavia
Opavia-LU, s.r.o. — чеська компанія з виробництва хлібобулочних виробів тасолодощів, що належить групі Mondelez та базується в Празі з головним заводом у Опаві. Парасольковий бренд Opavia включає низку брендів з портфоліо печива та марієнбадських вафель, спа-вафель, формованих вафель та вафель з начинкою, відомих на ринках Чехії та Словаччини.

## Історія
Компанію було засновано в 1840 році Теодором Фідором як Theodor Fiedor spol. s. r. о. Разом із дружиною Амалією він випікав вафлі у вафельниці на вогні, а потім продавав їх. Лише в 1880 році син Теодор почав промислове виробництво. З цього часу вафлі почали виготовляти в пекарських печах. Передчасна смерть Теодора Федора через ниркову недостатність поставила сімейну справу під загрозу, але його дружина Марія продовжила роботу компанії та збільшила виробничі потужності.
Після Другої світової війни в 1947 році було засновано державну компанію Čokoládovny n. p., яке в 1991 році стало акціонерним товариством Čokoládovny, a. s.
У 1958 році в результаті злиття Сілезького кондитерського заводу в Опаві з Long-Lasting Pastry Industry у Празі з компанії «Опава» було створено філію «Опавія».
На початку 1990-х фабрика в Опаві була приватизована. Новим власником фабрики і бренду Opavia став консорціум Danone і Nestlé. Бренд Opavia був представлений на продукції з логотипом із символом маків, а пізніше колосків та був доповнений підписом «Заснована в 1840 році». Дата відноситься до року, коли опавський сукнар Каспар Мельхіор Бальтазар Фіедор і його дружина заснували в Опаві компанію з виготовлення вафель Fiedor, історичну попередницю фабрики Opava.

### Приватизація

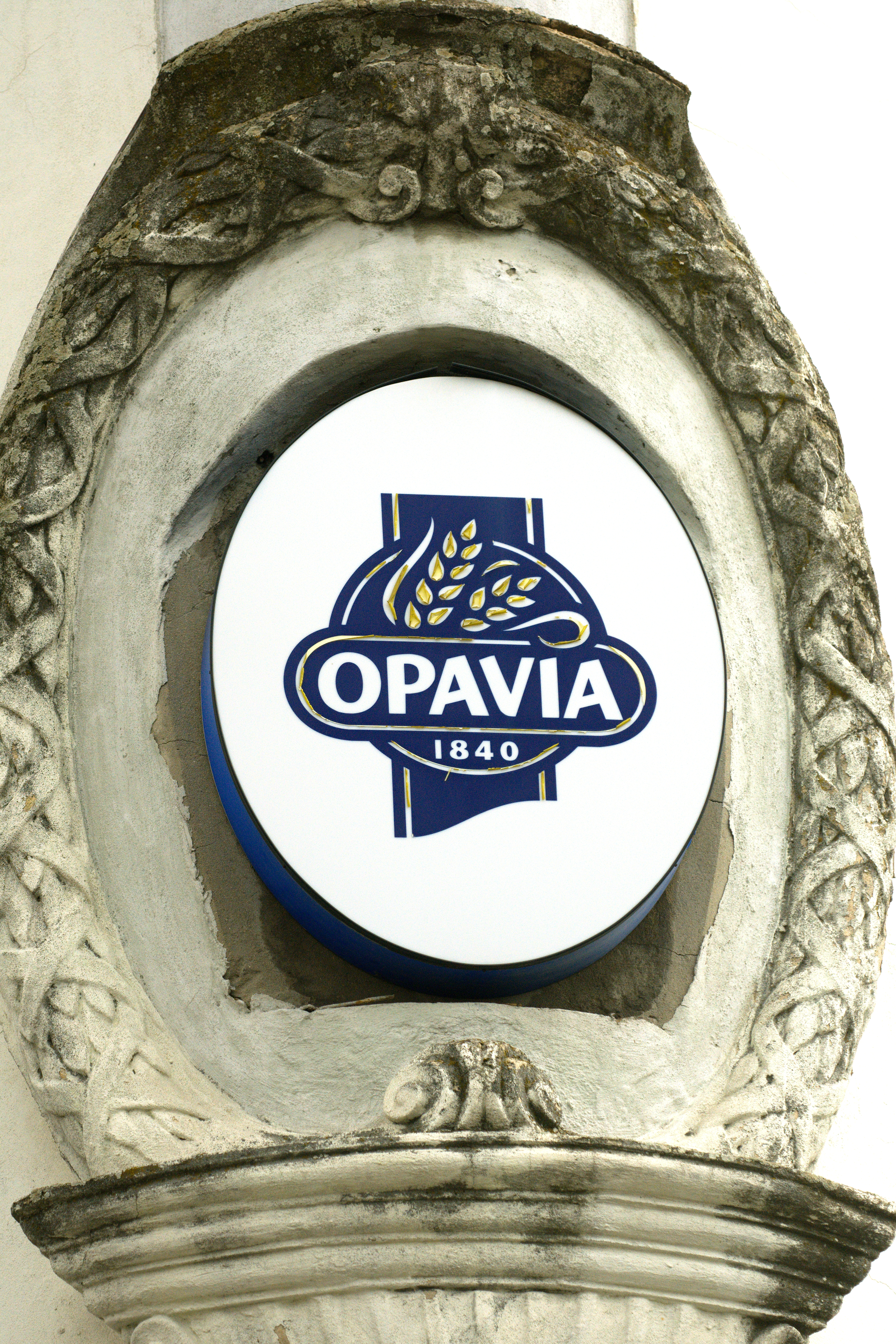
Логотип компанії Opavia на заводі в Ловошице

25 березня 1991 року національне підприємство Čokoládovny Praha стало державним підприємством, а в 1992 році в рамках приватизації було створено акціонерне товариство Čokoládovny з частками двох іноземних партнерів: спільного підприємства французької групи Danone та швейцарської Nestlé. До складу акціонерного товариства (з 1992 року) входили такі філії:
- Čokoládovny, a.s., відокремлене підприємство DELI Lovosice, з 1999 року акціонерне товариство Opavia із групи Danone.
- Čokoládovny, a.s., філія празько-карлінського METEOR, у 1996-1999 роках Čokoládovny, a.s., філія DELI Lovosice, з 1999 акціонерне товариство «Опавія» групи «Данон».
- Čokoládovný, a.s., філія ліберецького LIPO, у 1996-1999 роках Čokoládovný, a.s., філія пардубицького MELARTOS, де у 1999 Nestlé перенесла виробництво з шоколадних фабрик Velim на завод Lipo в Ліберці та зрештою все жзакрила там виробництво.
- Čokoládovny, a.s., філія празько-модранзького ORION, до 1995 року Čokoládovny, a.s., філія LS із Ломніце-над-Попелковою.
- Čokoládovny, a.s., філія голешовецького SFINX компанії Nestlé.
- Čokoládovny, a.s., філія дєчінського DIANA, у 1995-1999 роках Čokoládovny, a.s., філія колінського SOJA, припиненого у 1999 році.
- Čokoládovny, a.s., дочірній опавський завод OPAVIA, був придбаний у 1999 році Opavia, акціонерною компанією групи Danone, яка взяла на себе виробництво на колишніх заводах Opavia у Опаві, Deli Lovosice та Kolonáda в Маріанських Лазнях.
- Čokoládovny, a.s., філія рогатецького MARYŠA, у 1996-1999 роках Čokoládovny, a.s. як філія KOLONÁDA у Маріанських Лазнях, з 1999 року компанія Opavia в складі групи Danone.
- Čokoládovny, a.s., філія оломуоцького ZORA, у 1994-1996 роках Čokoládovny, a.s., велімецька філія VELIM, де у 1996 році Nestlé закрила завод Velim і перенесла виробництво в Ліберець, де згодом припинила виробництво.
- Čokoládovny, a.s., філіал градець-карловецького JITŘENKA, виробництво в 1999 році ліквідовано як акціонерне товариство «Шоколадна фабрика».

На початку 1999 року компанія знову мала економічний успіх і таким чином уникла рецесії, акціонерне товариство Čokoládovny було виключено з комерційного реєстру. Nestlé продовжувала наглядати за виробництвом шоколадних кондитерських виробів, а Danone відповідала за виробництво випічки тривалого зберігання. Два роки потому Danone Čokoládovny a.s. було перейменовано на Opavia – LU.
У липні 2007 року Danone оголосив, що продасть компанію Kraft Foods. У листопаді компанія оголосила про успішне завершення продажу американському концерну Kraft Foods, а в 2012 році — перейшла під управління новоутвореної Mondelēz International після поділу Kraft Foods на дві окремі групи.

## Виробничі ділянки
Крім головного офісу в Опаві, компанія має ще два офіси в Чехії.
- Opavia в Опаві
- Deli в Ловошице
- Kolonáda в Маріанських Лазнях

У Чехії та Словаччині Mondelēz International виробляє свою продукцію на п'яти заводах: Opavia ( Opava-Vávrovice ), Figaro ( Bratislava ), Deli (Lovosice), Dadák ( Valašské Meziříčí - Jacobs Douwe Egberts ) і Kolonáda (Маріанські Лазні). Власним брендо печива є Opavia. Opavia використовується виключно як товарний бренд, а інші бренди включають печиво Kolonáda, Fidorka, Horalky, Piškoty, Miňonky, а також шоколад Figaro і Cadbury (у минулому також каву Dadák і Jacobs). У 2016-2018 роках було створено нові рекламні кампанії для підтримки бренду Opavia.

## Продукція
Компанія володіє численними брендами. Виготовляється тільки суха випічка. Найбільш традиційні продукти включають Kolonáda (вафлі) і Tatranky (вафлі з шоколадним краєм).
- Disko (подвійне печиво з начинкою)
- Diskito (печиво з начинкою)
- Dukla (вафлі з шоколадною начинкою)
- Fidorka (вафля в шоколадній глазурі)
- Florenta (вафля)
- BeBe (печиво)
- Zlaté oplatky (вафлі з шоколадною начинкою)
- Horalky (вафлі з шоколадним краєм)
- Miňonky (вафлі з шоколадною глазур'ю)
- Piškoty (печиво)
- PiM's (печиво з джемом і шоколадною глазур'ю)
- Telka (солоні горішки та печиво)
- Vlnky (вафлі з хвилеподібним малюнком і начинкою)